# Esplorazione urbana

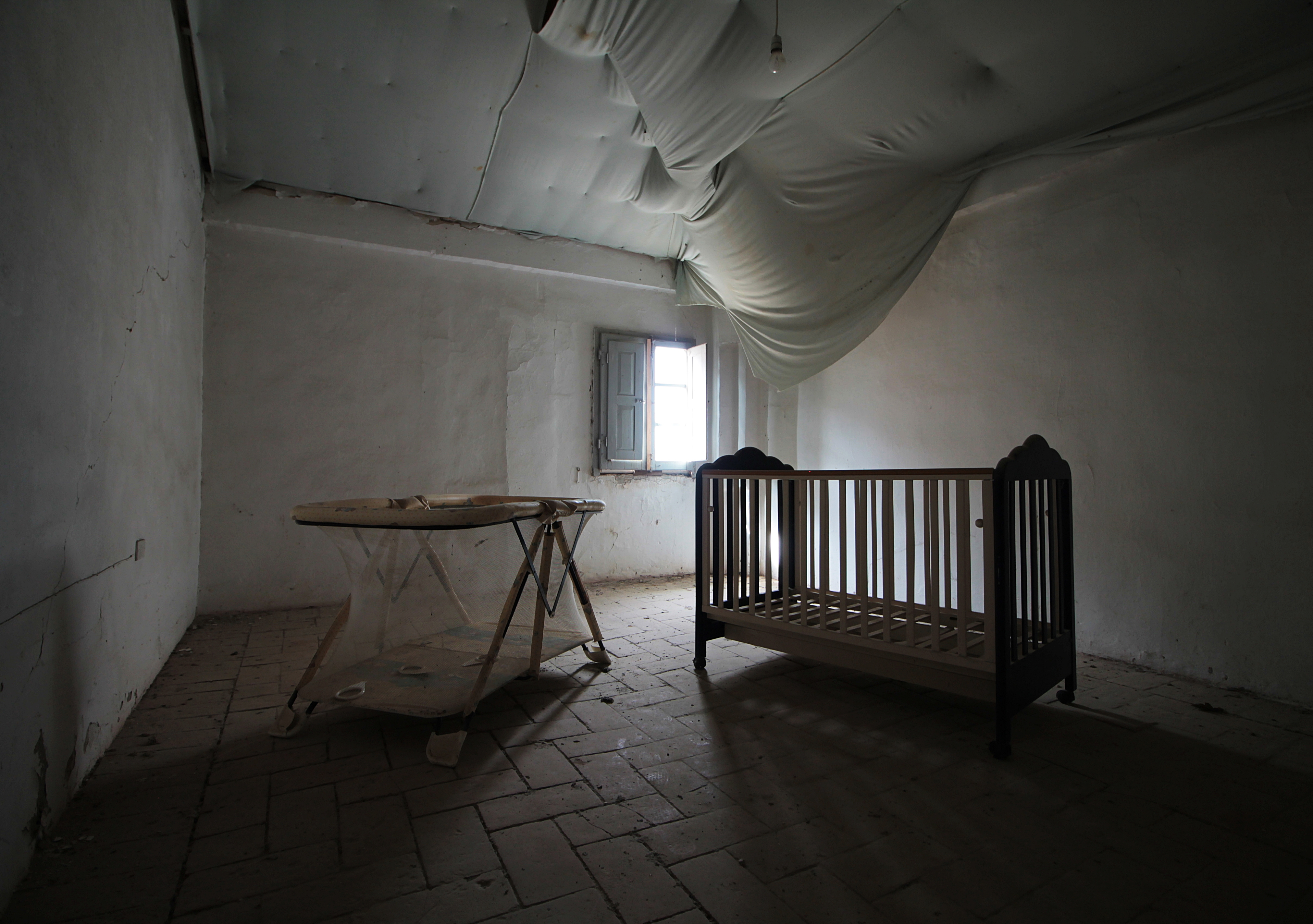
La camera da letto di una casa abbandonata

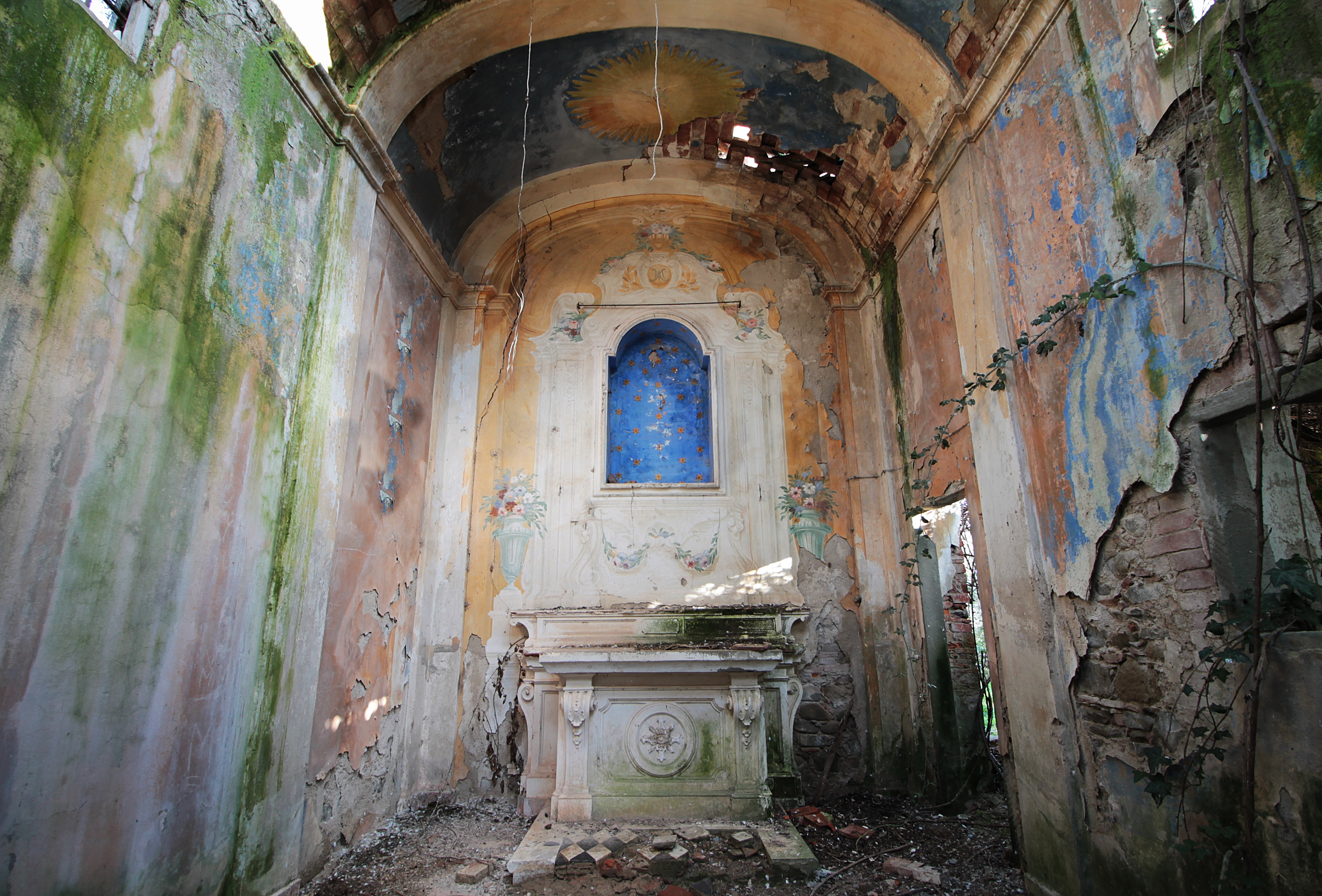
Una cappella privata abbandonata

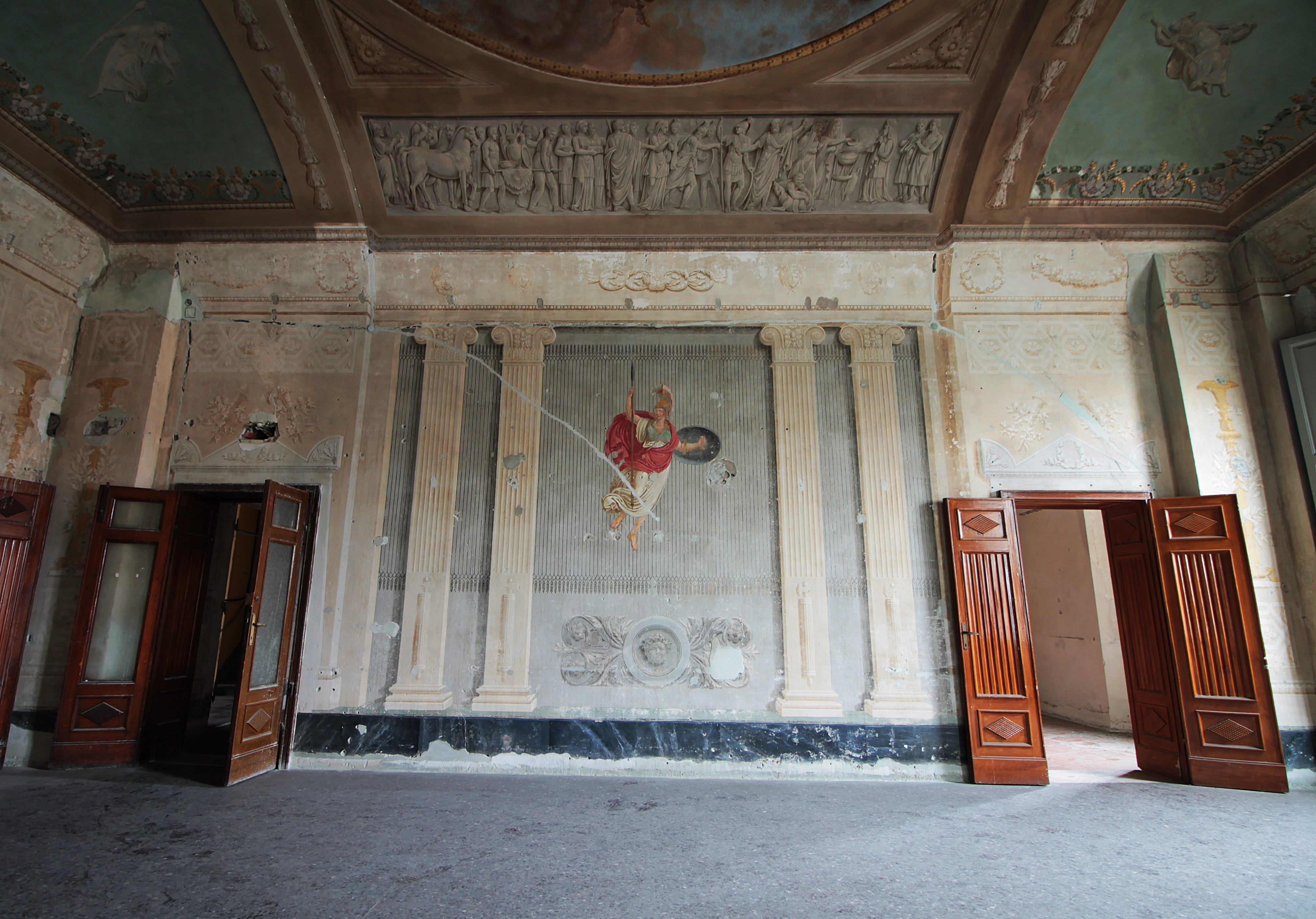
Un affresco di pregio di un palazzo abbandonato

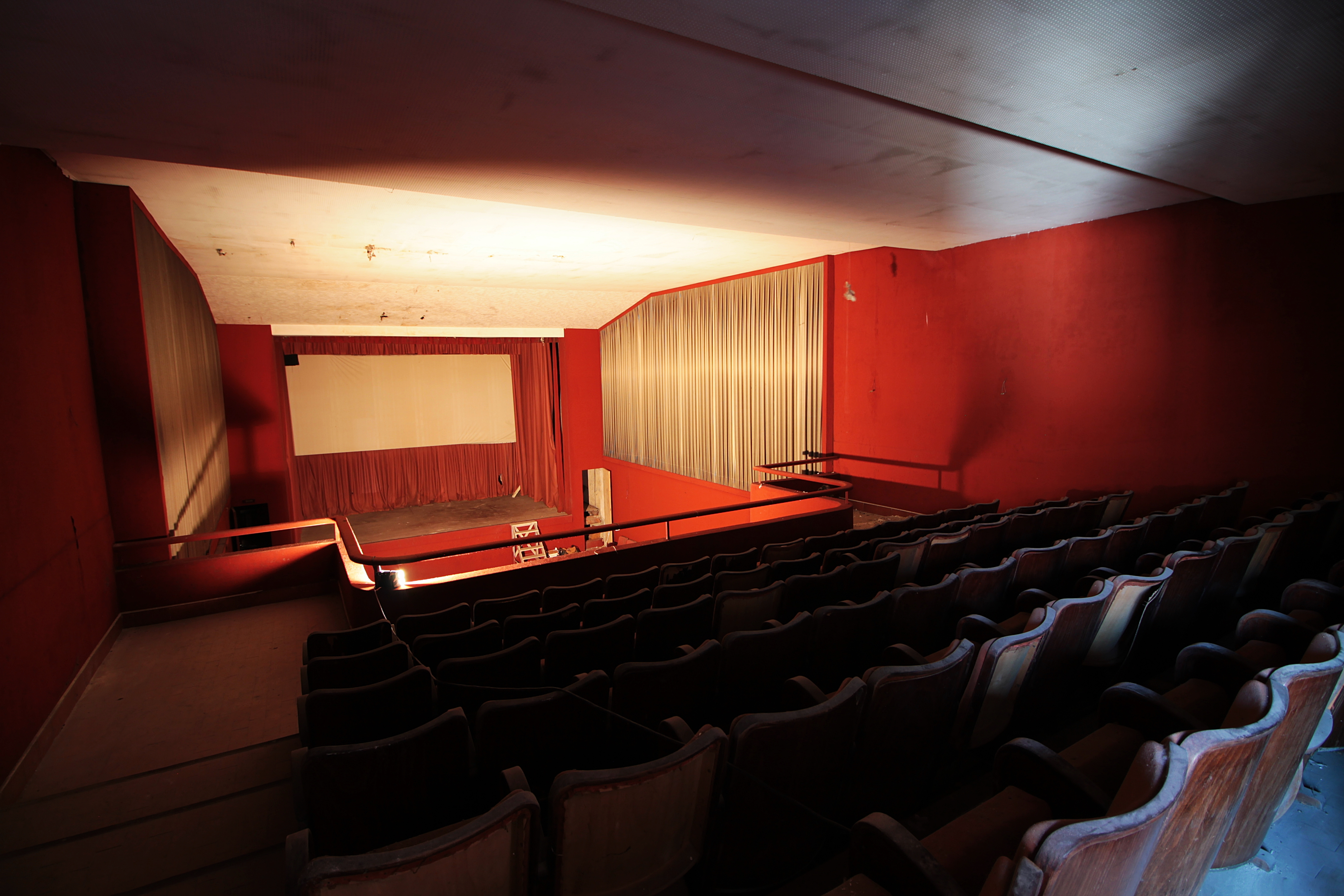
Un teatro abbandonato

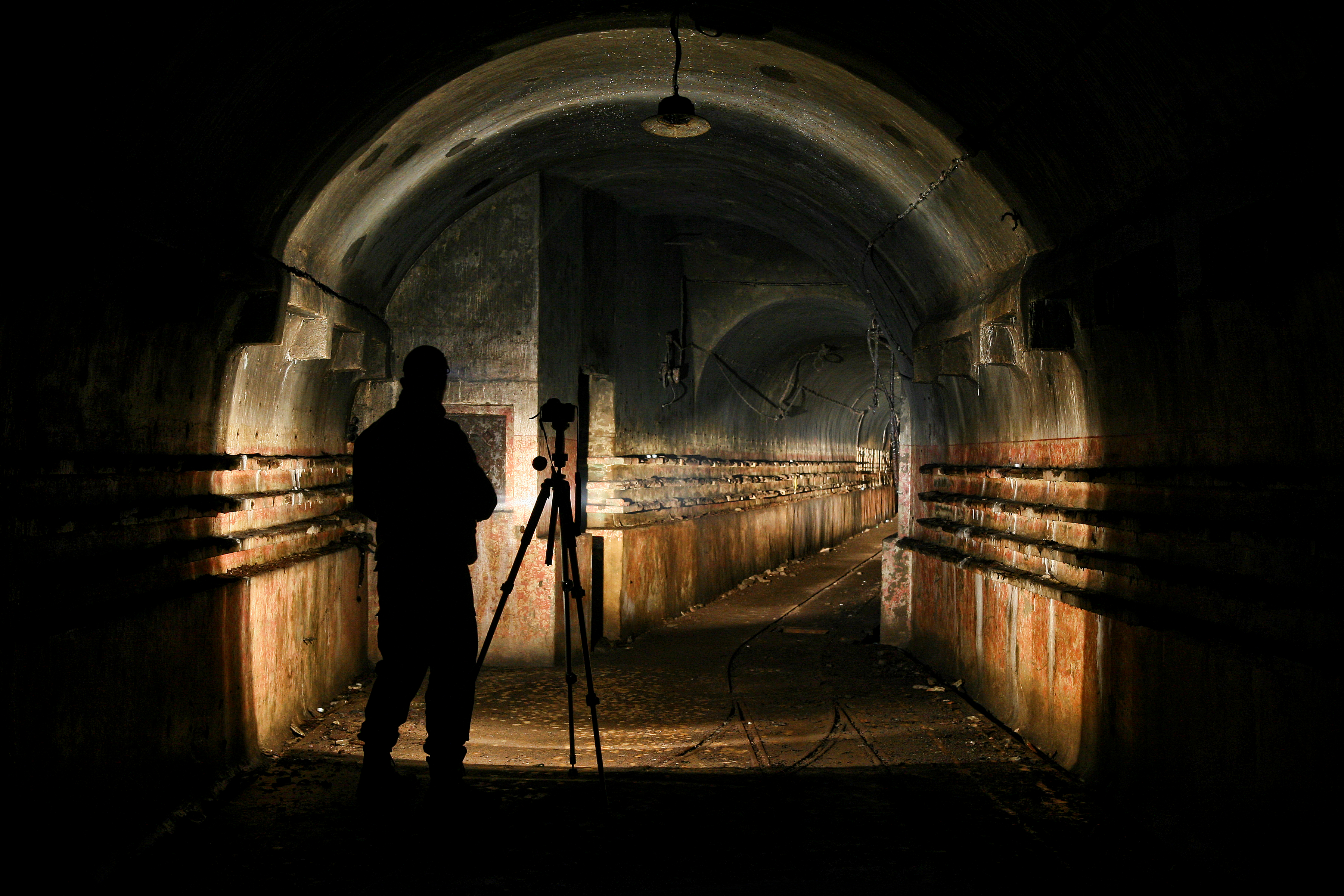
Esplorazione di un bunker abbandonato della Linea Maginot

L'esplorazione urbana (nella letteratura anglofona spesso riferita con l’abbreviazione urbex, dall'inglese urban exploration), consiste nell'esplorazione di edifici o più in generale manufatti e strutture artificiali, spesso rovine abbandonate o componenti poco visibili dell'ambiente urbano.

## Contesto e descrizione
La fotografia e la documentazione storica sono ingredienti essenziali di questo hobby e, anche se talvolta esso può condurre allo sconfinamento su proprietà private, non è questa la regola e comunque le intenzioni sono oneste. L'esplorazione urbana è anche comunemente indicata come "infiltrazione"; tuttavia alcuni praticanti preferiscono limitare tale denominazione alla sola esplorazione di siti attivi o abitati. Talvolta viene anche chiamata "speleologia urbana" o "arrampicata urbana", a seconda dei luoghi visitati. Esempi di questa attività sono l'esplorazione di palazzi abbandonati, di sistemi urbani di drenaggio delle acque, di tunnel di servizio, di passaggi sotterranei e simili.
Per sua stessa natura l'urbex comporta diversi fattori di rischio, dai pericoli fisici veri e propri alla possibilità di infrangere la legge con relative sanzioni sia pecuniarie che penali. In diversi paesi, infatti, alcuni comportamenti connessi con l'esplorazione urbana possono violare leggi nazionali, regolamenti locali e interpretazioni più o meno libere delle normative contro il terrorismo, oppure possono essere anche considerati forme abusive di accesso o lesioni della privacy.
L'esplorazione urbana col passare degli anni ha avuto una forte influenza, sia sociale che politica. Questa disciplina mutandosi col tempo è divenuta un impegno per segnalare, salvaguardare e proteggere i luoghi urbani abbandonati sottraendoli al completo decadimento. Molti appassionati di questo tema cercano di valorizzare questi ambienti e proporli alle piattaforme mediatiche per far conoscere le meraviglie perdute dei propri paesi e portando avanti anche progetti di sensibilizzazione e raccolte fondi.

## Grandi esponenti
Alcuni celebri esploratori sono Squad, Matt e Beppe ma senza dubbio spiccano in alto alla classifica i nomi di Alessandro Scoccianti e Julian Caspar Romano, celebri per le loro avventure in edifici abbandonati.

## Origini e diffusione
Anche se la storia dell'esplorazione urbana è abbastanza recente (due secoli all'incirca), le sue origini vengono fatte risalire al 3 novembre 1793, quando un leggendario "esploratore" delle Catacombe di Parigi, Philibert Aspairt, divenne celebre per la sua morte prematura in quella vasta rete di gallerie sotterranee in cui si era smarrito. Anche se la sua esistenza non è del tutto provata, Aspairt (o colui il cui cadavere venne ritrovato undici anni dopo nel sottosuolo parigino) è sepolto nel Grand Réseau Sud, sotto la rue Henri Barbusse, presso il boulevard Saint-Michel. Da allora quel luogo e le Catacombe in generale, nonostante il divieto di accedervi senza autorizzazione, sono frequentate soprattutto dai cosiddetti cataphiles ("amanti delle Catacombe"), che ne hanno fatto un enorme spazio di incontri e socializzazione.
La ben più recente popolarità dell'urbex fra il pubblico va indubbiamente attribuita all'attenzione per il fenomeno ottenuta sui media, per esempio con programmi molto seguiti come Urban Explorers su Discovery Channel, Cities of the Underworld su The History Channel o il reality MTV's Fear su MTV ambientato in tipici luoghi abbandonati, oppure con film come Urban Explorer, un horror-thriller che si svolge nei sotterranei di Berlino, o After..., un thriller paranormale con un gruppo di "esploratori urbani" nelle gallerie della metropolitana di Mosca, oltre naturalmente agli articoli e le interviste sui giornali.